# الدوري السويدي الدرجة الأولى 2006
الدوري السويدي الدرجة الأولى 2006 (بالسويدية: Division 1 i fotboll för herrar 2006)‏ هو موسم من الدوري السويدي الدرجة الأولى. فاز فيه نادي تريليبورجس بلقب الدوري السويديEnköpings SK ‏.